# Ocoxaltepec
Ocoxaltepec är en ort i Mexiko.   Den ligger i kommunen Ocuituco och delstaten Morelos, i den sydöstra delen av landet, 70 km sydost om huvudstaden Mexico City. Ocoxaltepec ligger 2 374 meter över havet och antalet invånare är 1 338.
Terrängen runt Ocoxaltepec är bergig. Runt Ocoxaltepec är det ganska tätbefolkat, med 199 invånare per kvadratkilometer. Närmaste större samhälle är Ozumba de Alzate, 12,2 km norr om Ocoxaltepec. Omgivningarna runt Ocoxaltepec är en mosaik av jordbruksmark och naturlig växtlighet.